# Külcsoport (kladisztika)
A kladisztikában a külcsoport (outgroup) élőlények olyan monofiletikus csoportja, ami összehasonlítási alapként szolgál három vagy több monofiletikus csoport (a belcsoport, ingroup) evolúciós viszonyainak meghatározásában.
A választott külcsoport a munkahipotézis szerint viszonylag közel áll a többi csoporthoz, de kevésbé közel, mint a többi csoport egymáshoz. Ennek az evolúciós folyománya az, hogy a külcsoport hamarabb vált le a szülőcsoportról, mint hogy a másik két (vagy több) csoport elágazott volna a közös leszármazási vonalról.
Néhány példa, a külcsoport a jobb oldali elem:
- ember, csimpánz – gorilla
- méhlepényesek, erszényesek – kloákások
- négylábúak, sugarasúszójú halak – cápák és ráják
- gerinchúrosok, tüskésbőrűek – puhatestűek